# Тёёлён Веса
«Тёёлён Веса» (фин. Töölön Vesa) — финский спортивный клуб.

## История
Спортивный клуб «Тёёлён Веса» был основан 6 октября 1906 года на первом его заседании по инициативе Ристо Мустонена, который был также избран первым председателем клуба. На следующий день после собрания клуба были оформлены его правила при участии рабочих из Тёёлё. Первыми спортивными дисциплинами клуба стали борьба, гимнастика и лыжный спорт. Позже появились секции футбола, легко атлетики, велоспорта, волейбола, хоккея с шайбой и с мячом и гольфа. В 1931 году также выступала команда по бейсболу.
В 1967 году из-за финансовых проблем хоккейная секция клуба была продана спортивному функционеру Аймо Мякинену, который расплатился с её долгами и переименовал секцию в «Йокерит».
На текущий момент общество насчитывает около 250 членов. В клубе существуют также секции тенниса, пляжного футбола, мини-футбола и баскетбола.